# Carlo Spartaco Capogreco
Carlo Spartaco Capogreco (Sant'Ilario dello Ionio, 22 maggio 1955) è uno storico italiano specializzato nello studio dei campi di concentramento fascisti, docente universitario e presidente della Fondazione Ferramonti.

## Biografia
Storico, medico e saggista, dal 1994 al 2013, quasi ininterrottamente, ha insegnato Storia Contemporanea presso l’Università della Calabria (inizialmente come professore a contratto, dal 2012 come professore aggregato), dove, dal 2014, è in servizio come professore associato. Si è laureato a Torino nel 1980; Ha ottenuto l'Abilitazione scientifica nazionale a Professore associato nella tornata Asn 2012, e l'Abilitazione scientifica nazionale a Professore ordinario nella tornata 2018. È membro del Consiglio scientifico del Centro Documentazione Ebraica Contemporanea di Milano, ed è direttore della Collana editoriale "Scatolanera" della Casa Editrice Mimesis, Milano-Udine.
È considerato uno dei massimi esperti, a livello internazionale, nello studio e nella riscoperta dell'internamento civile fascista in Italia e nei Balcani. Tra i suoi temi di ricerca figurano inoltre: la Shoah nella Repubblica sociale italiana; le problematiche relative ai "luoghi della memoria" della Seconda guerra mondiale; la rimozione del "passato scomodo" ed il rapporto memoria-democrazia nell'Italia repubblicana.
È stato il primo storico italiano a ricostruire in una monografia (Ferramonti, La Giuntina, Firenze 1987) le vicende di un campo di concentramento fascista. La pubblicazione di quel libro è stata indicata come “un momento cardinale in un processo che avrebbe rovesciato l'ottica largamente dominante nella storiografia del dopoguerra così come la percezione comunemente condivisa del passato fascista". Alla storia di Ferramonti ed alla riscoperta del suo sito geografico ha dedicato grandi energie fin dal 1984, anno in cui ha pubblicato il primo di una lunga serie di articoli. Nel 1986 ne ha parlato in un convegno storico internazionale svoltosi in America; nel 1988 ha promosso la “Fondazione Ferramonti”; nel 1996, ha inserito il sito di Ferramonti nella prima guida storico-geografica italiana sui “luoghi della memoria”, tant'è che lo storico ed ex internato di Mauthausen Bruno Vasari ha scritto sulla rivista "Triangolo Rosso" che Capogreco “ha fatto conoscere Ferramonti al mondo intero”.
La sua opera più nota è la ricerca sfociata nel 2004 – dopo oltre vent’anni dedicati ad esplorare il "sistema concentrazionario" fascista – nella pubblicazione del volume I campi del duce (definito dal "The Times Literary Supplement" "una pietra miliare della storiografia"), edito in Italia da Einaudi e tradotto in diverse lingue straniere, in particolare in inglese, con la casa editrice Routledge (London-New York, 2019).

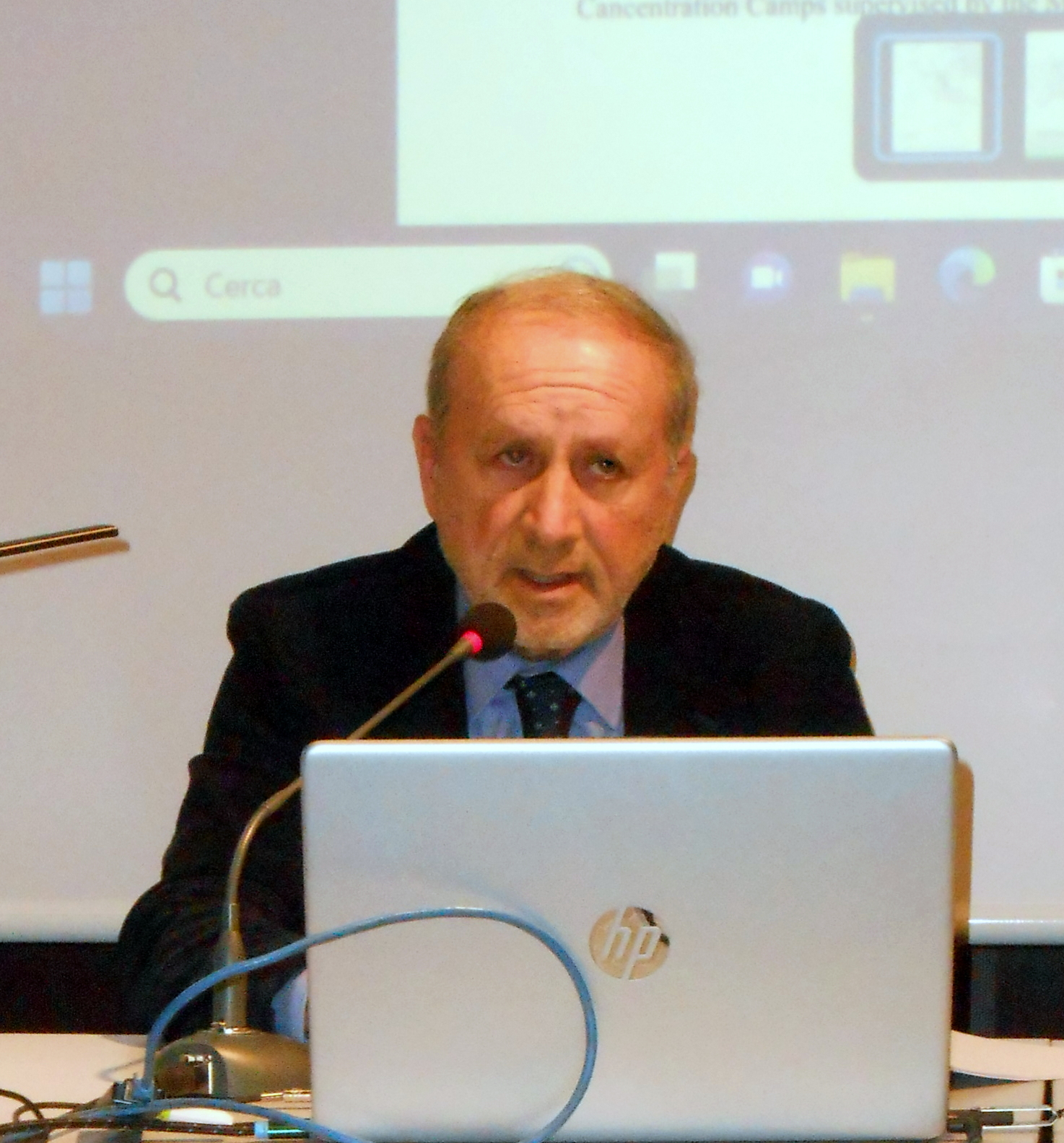
Carlo Spartaco Capogreco al Memoriale della Shoah di Milano il 3 dicembre 2023 relatore al convegno "Il fascismo ordina l'arresto degli ebrei. Una data del calendario civile italiano"

Sempre con Einaudi, figura tra gli autori del Dizionario della Resistenza, del Dizionario del fascismo e del Dizionario dell'Olocausto (pubblicati tra il 2001 e il 2004); mentre con Utet ha collaborato a La Shoah in Italia (Torino 2010) e con l’United States Holocaust Memorial Museum di Washington all'Encyclopedia of Camps and Ghettos 1933-1945.
Nel 1989 le sue ricerche hanno svelato il vero nome, il percorso umano ed il volto di Maria Eisenstein, autrice della prima testimonianza edita su un campo fascista: L’internata numero 6, un testo del 1944 rimasto pressoché sconosciuto, di cui Capogreco -dopo aver promosso, nel 1994, la seconda edizione insieme a Gianni Giovannelli - nel 2014, ha curato anche l'edizione critica.
Nell’aprile del 1995, ha promosso il primo convegno tenutosi in Italia (tra storici, educatori, amministratori, archivisti, sociologi ed altri “operatori della memoria") finalizzato al “recupero” dei siti storici della Seconda guerra mondiale (i cosiddetti “luoghi della memoria”) e a un possibile coordinamento tra organizzazioni e studiosi impegnati a tale scopo.
Nel 1998, per sua iniziativa, per la prima volta è stata apposta sull'isola croata di Rab, una lapide di parte italiana in memoria degli internati del campo di concentramento fascista che vi aveva operato tra il 1942 e il '43. Nello stesso anno, è stato uno dei soci fondatori della Associazione per la Storia e le Memorie della Repubblica.
Nel 2007, col volume Il piombo e l’argento (edito da Donzelli), ha ricostruito, la biografia e le imprese di Dante Castellucci, l'audace e carismatico partigiano Facio, che - dopo avere operato al fianco dei fratelli Cervi -, è stato il comandante della banda "Guido Picelli", della Brigata Garibaldi-Parma. Per questo libro, che ha colmato un vuoto memoriale e storiografico, è stato insignito del Premio “Della Resistenza-Città di Omegna” e della cittadinanza onoraria del paese natale di Castellucci, Sant’Agata di Esaro.

## Principali saggi
- Mussolini's camps: Civilian internment in Fascist Italy (1940-1943), Routledge, London-New York 2019.
- L’inferno e il rifugio di Arbe. Slavi ed ebrei in un campo di concentramento italiano, tra fascismo, Resistenza e Shoah, in “Mondo Contemporaneo. Rivista di Storia”, n. 2/2017, pp. 35–85.
- L’internement des Juifs en Italie et la géographie des camps (1940-1945), in Revue d'histoire de la Shoah, n. 204/2016, pp. 201–222
- Il libro esemplare di un'Autrice fantasma, in Maria Eisenstein, L’internata numero 6, edizione critica a cura di C. S. Capogreco, Mimesis Edizioni, Milano-Udine 2014, pp. XV-LXV.
- Tra storiografia e coscienza civile. La memoria dei campi fascisti e i vent'anni che la sottrassero all'oblio, in Mondo contemporaneo, n. 2/2014, pp. 137–166
- Fašistična taborišča. Internacije civilistov v fašistični Italijia (1940-1943), Society for Research of History, Anthropology and Literature, Ljubljana 2011.
- I luoghi e i giorni della deportazione e della prigionia, in La Shoah in Italia, a cura di Marcello Flores, Simon Levis Sullam, Marie-Anne Matard Bonucci, UTET, Torino 2010, vol. 1, pp. 641–670.
- Le sistème concentrationnaire de l’Italie fasciste, in Chroniques allemandes, vol. 12/2008, pp. 87–104.
- Il piombo e l'argento. La vera storia del partigiano Facio, Donzelli, Roma 2007.
- Mussolinijevi logori. Internacija civila u fašističkoj Italiji (1940-1943), Golden marketing-Tehnička knjiga, Zagreb 2006.
- I campi del duce. L'internamento civile nell'Italia fascista (1940-1943), Einaudi, Torino 2004, Premio Speciale nell'ambito del Premio Nazionale Rhegium Julii[17].
- Renicci. Un campo di concentramento in riva al Tevere, Mursia, 2003.
- Aspetti e peculiarità del sistema concentrazionario fascista. Una ricognizione tra storia e memoria, in Lager, totalitarismo, modernità, Bruno Mondadori, Milano 2002, pp. 218–237.
- Una storia rimossa dell'Italia fascista. L'internamento dei civili jugoslavi, in Studi Storici, n. 1/2001, pp. 203–230.
- Per una storia dell’internamento civile nell’Italia fascista (1940-’43), in Italia 1939-1945. Storia e Memoria, a cura di Anna Lisa Carlotti, Vita e Pensiero, Milano 1996, pp. 527–579.
- L’internamento degli ebrei stranieri ed apolidi dal 1940 al 1943. Il caso di Ferramonti-Tarsia, in Aa.Vv., Italia Judaica. Gli Ebrei nell’Italia unita 1870-1945, Ministero per i Beni Culturali e Ambientali, Roma 1993, pp. 534–561.
- I campi di internamento fascisti per gli ebrei (1940-1943), in Storia contemporanea, n. 4/1991, pp. 663–682.
- Ferramonti. La vita e gli uomini del più grande campo d'internamento fascista (1940-1945), La Giuntina, Firenze 1987.
- I campi di Salò. Internamento ebraico e Shoah in Italia, Einaudi, Torino 2025[18].